# HMS Sovereign of the Seas
Sovereign of the Seas byla válečná loď anglického královského námořnictva. Jednalo se o první trojpalubník na světě. V době svého zařazení do služby se stala nejsilnější lodí anglického loďstva.

## Konstrukce
Byla navržena a postavena na rozkaz anglického krále Karla I. loďařem Phineasem Pettem mladším a v roce 1637 spuštěna na vodu. Konstrukční cena se vyšplhala z původních odhadovaných 18 680 liber na konečných 40 800 liber. Jednalo se o dřevěnou loď klasické konstrukce, která byla vylepšena dvojitou obšívkou trupu.
Její galionová figura znázorňovala krále Edgara na koni udupávajícího sedm králů.

## Služba
Po spuštění na vodu se u ní projevily problémy se stabilitou, proto byla roku 1652 seříznuta o jednu dělovou palubu na dvojpalubník; navíc byla z politických důvodů přejmenována na Commonwealth. Po znovunastolení monarchie změnila loď opět jméno; tentokráte na Royal Sovereign.
Soverereign of the Seas bojovala v holandsko-anglických válkách, zúčastnila se bitvy u Kentish Knocku, kde byla poškozena. Pravděpodobně právě kvůli tomu ji pak nepoužili v bitvě u Portlandu.

## Dělová výzbroj
Tabulka udávající rozmístění a rozměry děl na lodi k roku 1637.
| Umístění                                | Děla             | Délka | Hmotnost |
| --------------------------------------- | ---------------- | ----- | -------- |
| Dolní paluba – boční děla               | 20 kanónů        | 9     | 45       |
| Dolní paluba – záďová stíhací děla      | 4 demikanóny     | 12,5  | 53       |
| Dolní paluba – příďová stíhací děla     | 2 demikanóny     | 11,5  | 48       |
| Dolní paluba – návětrná děla            | 2 demikanóny     | 10    | 44       |
| Střední paluba – boční děla             | 24 kulverinů     | 8,5   | 28       |
| Střední paluba – záďová stíhací děla    | 4 kulveriny      | 11,5  | 48       |
| Střední paluba – příďová stíhací děla   | 2 kulveriny      | 11,5  | 48       |
| Hlavní paluba – boční děla              | 24 demikulverinů | 8,5   | 18       |
| Hlavní paluba – záďová stíhací děla     | 2 demikulveriny  | 10    | 30       |
| Hlavní paluba – příďová stíhací děla    | 2 demikulveriny  | 10    | 30       |
| Příďová nástavba                        | 8 demikulverinů  | 9     | 20       |
| Příďová nástavba – příďová stíhací děla | 2 kulveriny      | 5,5   | 11       |
| Polopaluba                              | 6 demikulverinů  | 9     | 20       |
| Kormová paluba                          | 2 demikulveriny  | 5,5   | 8        |
| Celkem                                  | 104 děl          |       |          |